# Накодочес (Тексас)
Накодочес (енгл. Nacogdoches) град је у америчкој савезној држави Тексас. По попису становништва из 2010. у њему је живело 32.996 становника.

## Демографија
Према попису становништва из 2010. у граду је живело 32.996 становника, што је 3.082 (10,3%) становника више него 2000. године.
| Група             | 2000.          | 2010.          |
| Белци             | 18.524 (61,9%) | 16.885 (51,2%) |
| Афроамериканци    | 7.495 (25,1%)  | 9.489 (28,8%)  |
| Азијати           | 337 (1,1%)     | 597 (1,8%)     |
| Хиспаноамериканци | 3.236 (10,8%)  | 5.537 (16,8%)  |
| Укупно            | 29.914         | 32.996         |